# Neurothemis fulvia
Neurothemis fulvia (tên tiếng Anh: Fulvous Forest Skimmer) là một loài chuồn chuồn ngô được tìm thấy ở Ấn Độ.
Đây là một loài chuồn chuồn sinh sống ở những khu rừng ẩm ướt, thường đậu trên những khúc gỗ và cây bụi. Một số lượng lớn trong số chúng có thể được tìm thấy cùng nhau trong các khoảng trống tán và các cạnh rừng. Chúng sinh sản trong đầm lầy liên quan đến suối rừng, đầm lầy và ao.

## Hình ảnh

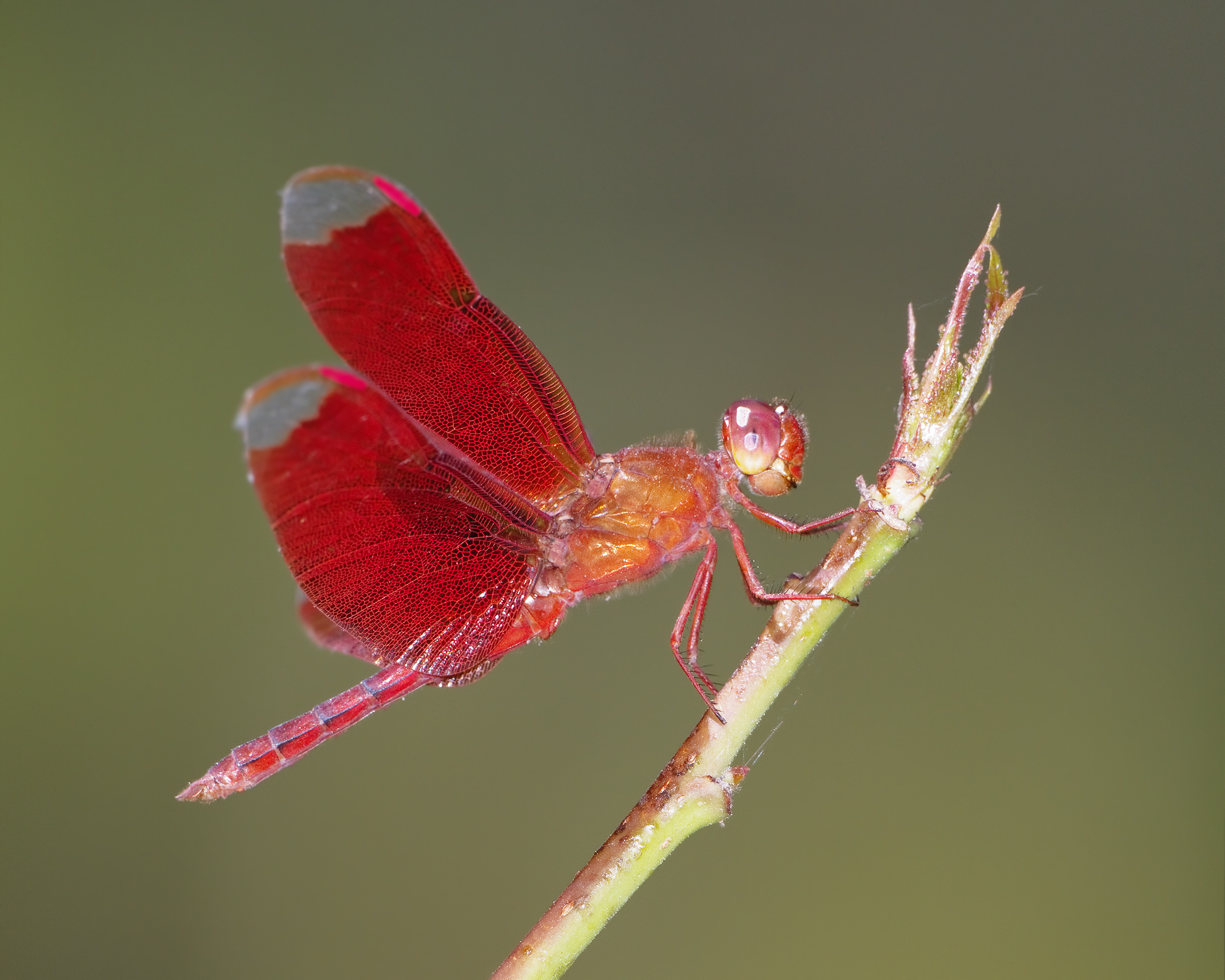
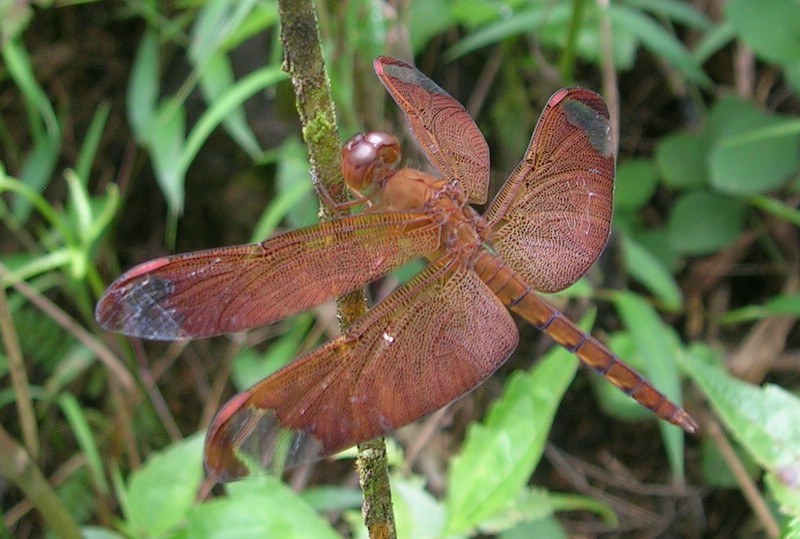
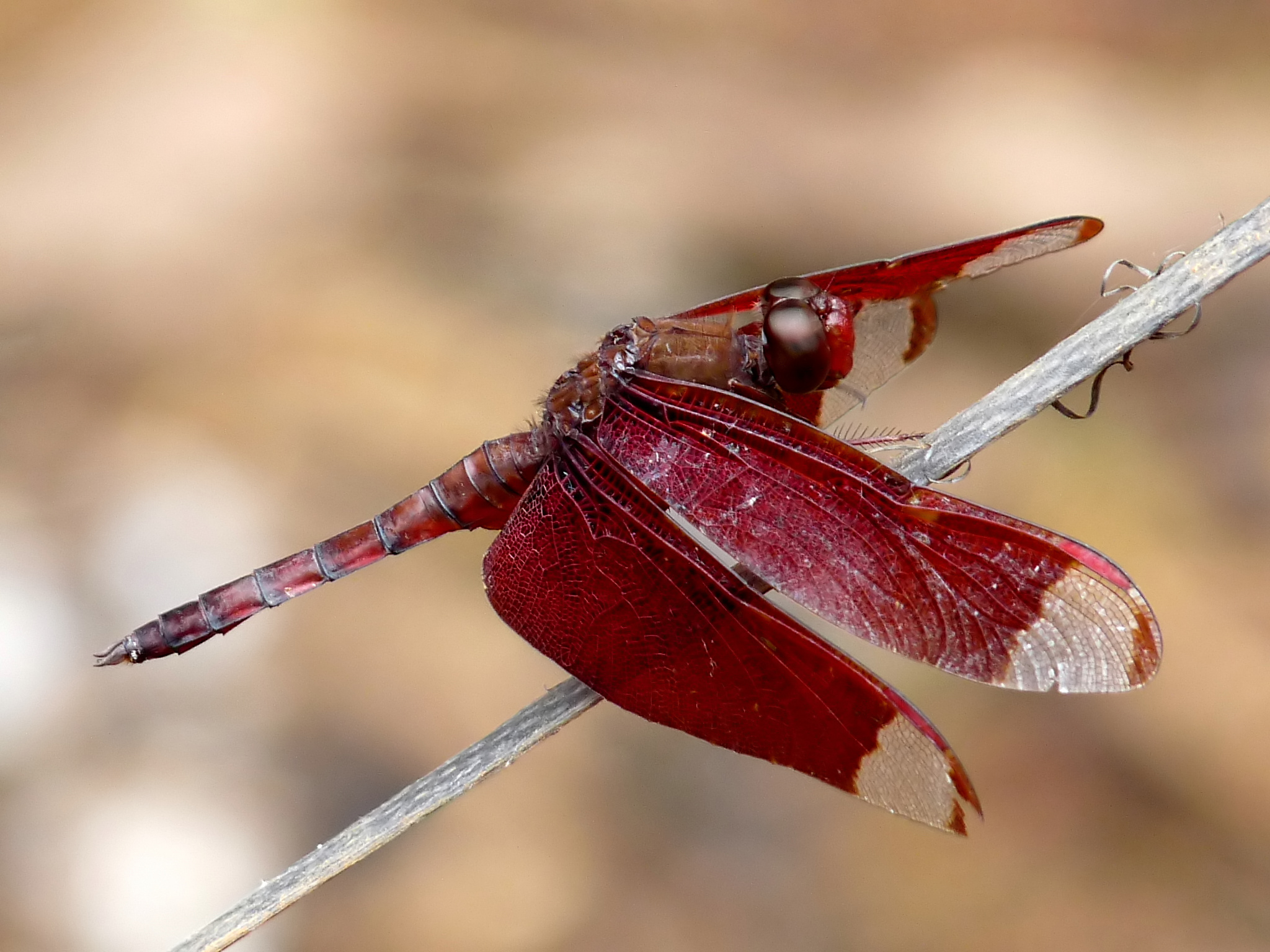
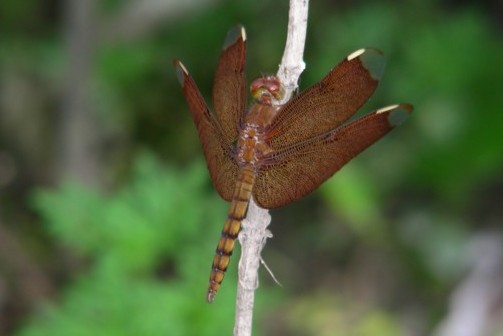
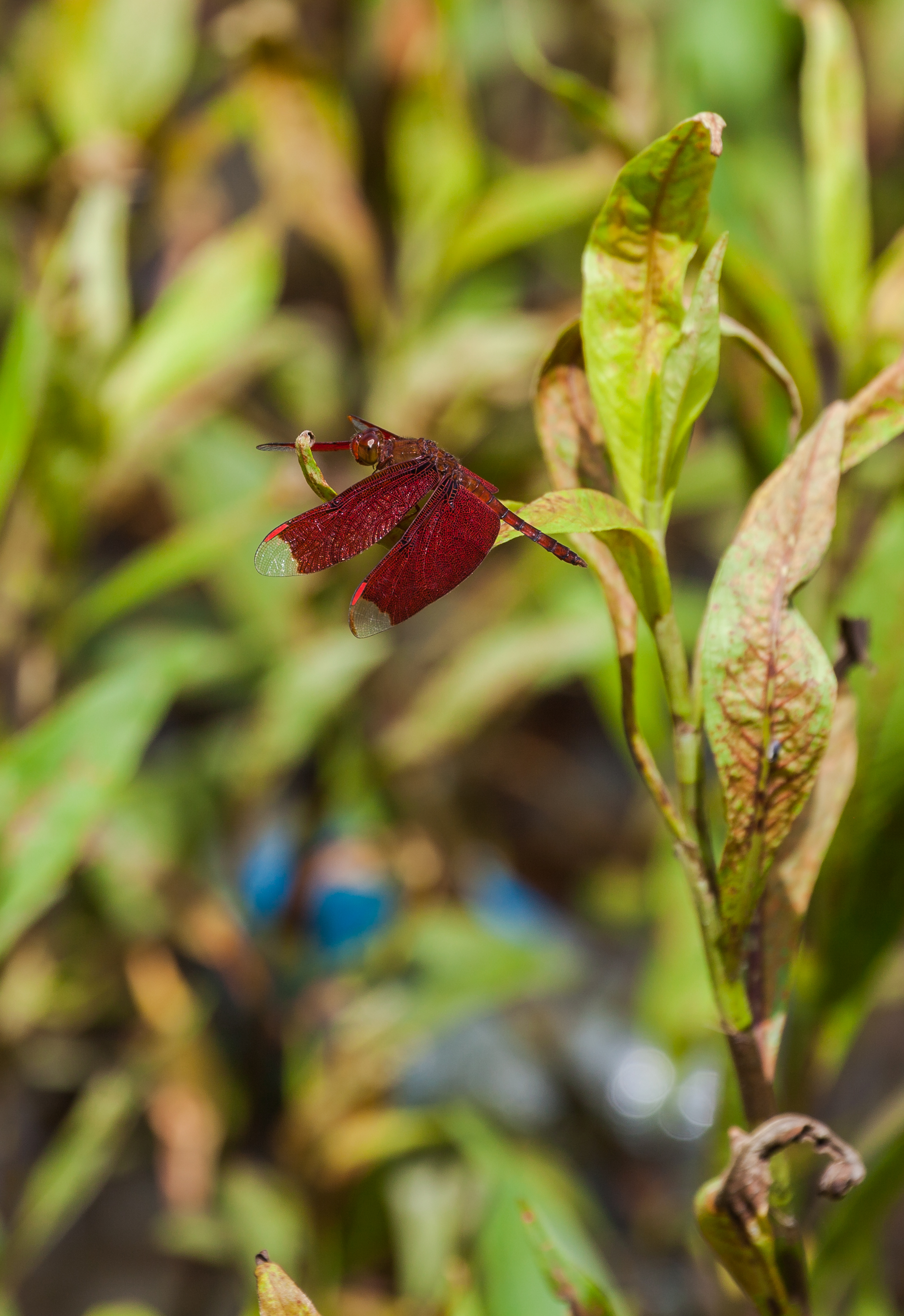

## Tham khảo

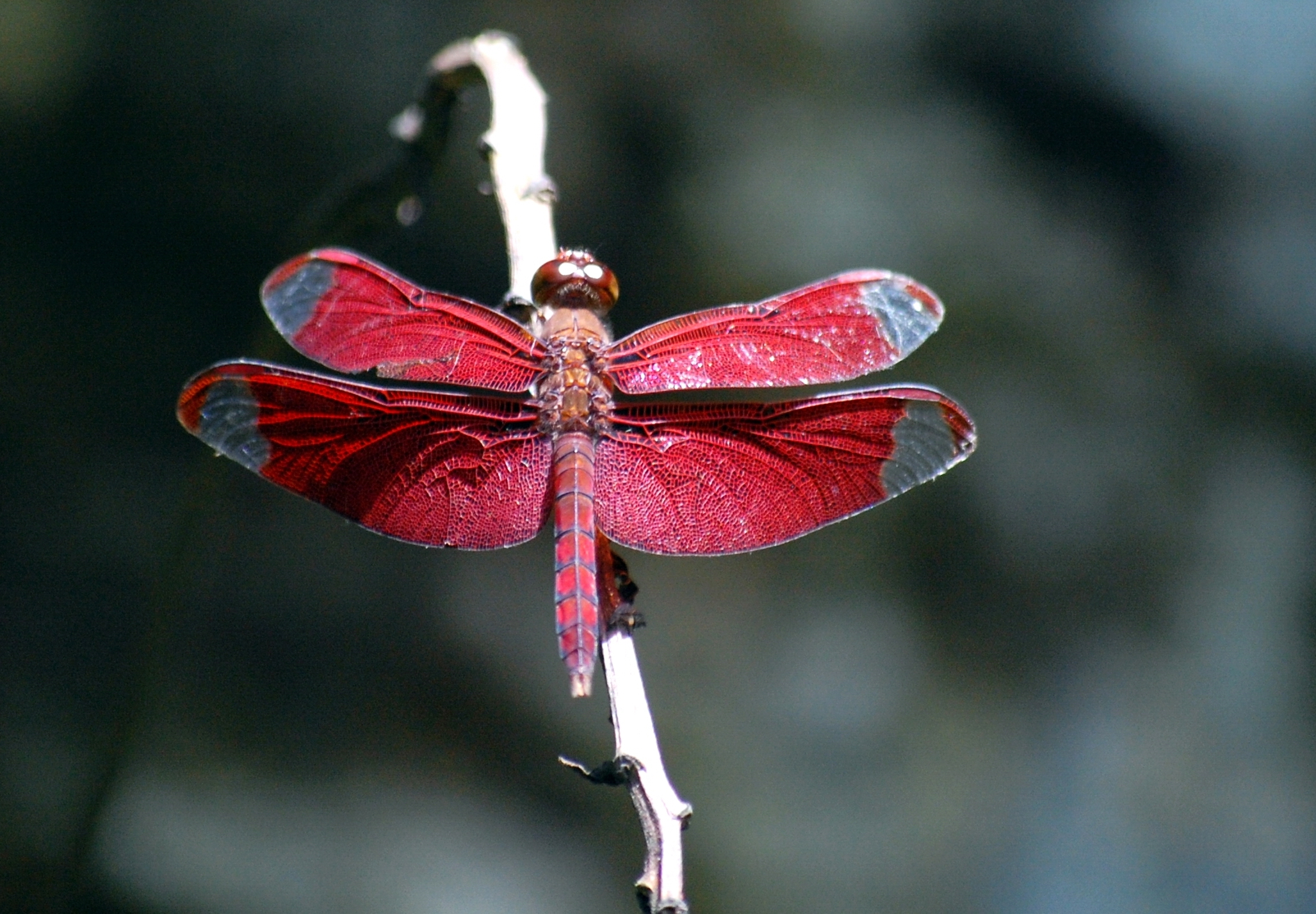
Một con Neurothemis fulvia ở Chalakudy, gần Thrissur